# Romano Tumellero
Romano Tumellero (* 2. Februar 1948 in Arcugnano) ist ein ehemaliger italienischer Radrennfahrer und nationaler Meister im Radsport.

## Sportliche Laufbahn
Tumellero war im Straßenradsport aktiv. Als Amateur gewann er 1967 die Trofeo Alcide De Gasperi und Astico–Brenta. Von 1968 bis 1974 war er Berufsfahrer. 1969 siegte er im Eintagesrennen Coppa Sabatini vor Gianfranco Bianchin. 1971 holte er Etappensiege im Giro d’Italia und in der Tour de Romandie. Zweiter wurde er 1970 im Gran Premio Cemab und 1971 in der Meisterschaft von Zürich hinter Herman Van Springel.
Dritte Plätze holte er im Giro della Toscana und im Gran Premio Montelupo 1970, bei Sassari–Cagliari 1972 sowie im Rennen Col San Martino 1973. 
Den Giro d’Italia bestritt er fünfmal. 1969 wurde er 78., 1971 48., 1973 103. 1972 und 1973 beendete er die Rundfahrt nicht. In der Tour de France 1970 kam er auf den 93. Platz.